# (31570) 1999 FG19
1999 FG19 (asteroide 31570) é um asteroide da cintura principal. Possui uma excentricidade de 0.17744440 e uma inclinação de 1.96240º.
Este asteroide foi descoberto no dia 22 de março de 1999 por LONEOS em Anderson Mesa.